# Byker
Byker – dzielnica miasta i dystryktu (unitary authority) Newcastle upon Tyne w Anglii, w hrabstwie Tyne and Wear. W 2011 roku dzielnica liczyła 12 206 mieszkańców.

## Osiedle Ralpha Erskina
W ramach rewitalizacji tej części miasta w 1969 powierzono Ralphowi Erskinowi zaprojektowanie tu nowego osiedla przeznaczonego dla osób już tu zamieszkujących. W ramach założenia zakładano budowę dużego bloku izolującego wnętrze osiedla od hałasu pobliskiej autostrady. Dodatkowo, według projektu, należało zachować więzi i charakter starych sąsiedztw, stworzyć architekturę przyjazną mieszkańcom, wznieść budynki o lokalnej indywidualności, a także wykorzystać południowe nachylenie terenu z atrakcyjnym widokiem na rzekę Tyne. Zakładano, że każde z mieszkań mieć będzie własny ogródek i 1,25 miejsca parkingowego. Łącznie osiedle zaplanowano na 9500 mieszkańców.
Blok obrzeżny (zwany Wałem, ang. Byker Wall) ma 1,6 km długości i wije się z najwyższego punktu osiedla do miejsca w dolinie, gdzie tworzy wysoki budynek z najmniejszymi mieszkaniami. Od strony autostrady blok ten ma tylko małe okienka oraz wentylatory od pomieszczeń sanitarnych. Wielkość obiektu optycznie pomniejszono stosując różnorakie wzory i faktury na elewacji. Wewnątrz osiedla przeważają budynki niewielkie i drobne, w 70% szeregowe. Widok na rzekę Tyne rozciąga się z balkonów i galerii z drewnianymi, bejcowanymi balustradami o różnym zabarwieniu. Osiedle ma duży udział terenów zielonych, pieszych ścieżek, zaułków i kącików. Podwórka przydomowe oddzielono od ciągów pieszych niewysokimi płotkami. Zapewniono też szeroką infrastrukturę: szkoły, kościoły, centrum handlowe i gastronomię. Zaprojektowano też sklepy w budynkach narożnych, w miarę możliwości odpowiadające dawnym lokalizacjom, do których byli przyzwyczajeni mieszkańcy.